# Fun'ya no Yasuhide
Fun'ya no Yasuhide (文屋 康秀?   ¿? - ¿885?) fue un poeta y cortesano japonés que vivió en la primera mitad de la era Heian. Es considerado uno de los seis mejores poetas de waka y miembro del Chūko Sanjūrokkasen. 

## Vida y obras
Fue hijo de Fun'ya no Muneyuki y padre del poeta Fun'ya no Asayasu. Fue un burócrata de la Corte y fue nombrado como nuidonoryō.
Cinco de sus poemas waka fueron incluidos en la antología Kokin Wakashū y un poema fue incluido en el Gosen Wakashū. Uno de sus poemas también fue incluido en la lista antológica Hyakunin Isshu.
Tuvo una íntima amistad con la poetisa Ono no Komachi, cuando éste ocupaba un cargo burocrático en la provincia de Mikawa.